# 田辺剛
田辺 剛（たなべ ごう、1975年 - ）は、日本の漫画家。東京都生まれ。以前は田邊 剛と表記されていた。
2024年より『月刊コミックビーム』（KADOKAWA）にて『ラヴクラフトの幻影』を連載している。

## 来歴
2001年に『砂吉』でアフタヌーン四季賞審査員特別賞、2002年にマクシム・ゴーリキー原作『二十六人の男と一人の少女』で第4回エンターブレインえんため大賞佳作をそれぞれ受賞。
2004年に『アウトサイダー』を手がけて以降、継続的にH.P.ラヴクラフト作品のコミカライズに取り組む。『ラヴクラフト傑作集』と題された当シリーズはKADOKAWAの『月刊コミックビーム』に連載されている。
2018年に『狂気の山脈にて ラヴクラフト傑作集』が第22回手塚治虫文化賞マンガ大賞最終候補となる。同年、『魔犬 ラヴクラフト傑作集』でアイズナー賞最優秀コミカライズ作品賞にノミネート。2019年に『狂気の山脈にて ラヴクラフト傑作集』で第46回アングレーム国際漫画祭公式セレクション選出。同作でJapan Expo Awards（漫画部門）Daruma 最優秀作画賞、Daruma 最優秀装丁賞、第13回ACBDアジア批評家賞をそれぞれ受賞する。2020年に『時を超える影 ラヴクラフト傑作集』で第47回アングレーム国際漫画祭連続作品賞受賞。同年には『狂気の山脈にて ラヴクラフト傑作集』がハーベイ賞Best Manga部門にノミネートされた。
漫画家・松本大洋から「田邊氏の作品が持つ誠実さが大好きです。」と称賛された。

## 作品リスト

### 漫画作品

#### 連載
- 累（かさね）（『月刊コミックビーム』2006年7月号 - 2007年11月号[16]、構成：武田裕明[16]）
- 異形建築家阿修羅帖控 ゲニウス・ロキ（いぎょうけんちくかあしゅらちょうひかえ ゲニウスロキ）（『月刊COMICリュウ』、不定期連載[17]）
- Mr.NOBODY（『月刊コミックリュウ』2012年5月号 - 2014年1月号[18][19]）
- サウダージ（『月刊コミックビーム』2014年6月号 - 2015年4月号[20]、原作：カリブSONG[21]） - 読み切り連載[22][注釈 2]。
- 異世界の色彩（『月刊コミックビーム』2015年7月号 - 2015年10月号[24]）
- 闇に這う者（『月刊コミックビーム』2016年3月号 - 2016年4月号[25][26]）
- 狂気の山脈にて（『月刊コミックビーム』2016年10月号 - 2017年12月号[27]）
- 時を超える影（『月刊コミックビーム』2018年5月号 - 2019年1月号[28]）
- クトゥルフの呼び声（『月刊コミックビーム』2019年6月号 - 2019年12月号[29]）
- インスマスの影（『月刊コミックビーム』2020年6月号 - 2021年4月号[30]）
- ダニッチの怪（『月刊コミックビーム』2021年11月号 - 2023年5月号[4][5]）
- ショートストーリーズ・アバウト・ドリームランド（『月刊コミックビーム』2023年12月号 - 2024年5月号[6][7]）
- ラヴクラフトの幻影（『月刊コミックビーム』2024年7月号[2] - 2025年1月号[31]）

#### 読切
- 神殿（前編）（『月刊コミックビーム』2009年3月号[32]）
- 神殿（後編）（『月刊コミックビーム』2009年4月号[32]）
- ダゴン（『月刊コミックビーム』2016年2月号[33]） - 『闇に這う者 ラヴクラフト傑作集』に収録[34]。
- 狩撫麻礼さんがなくなった（『月刊コミックビーム』2018年3月号[22]、原作：TKD[22]） - 漫画原作者・狩撫麻礼への追悼企画として掲載[22]。狩撫麻礼を偲ぶ会・編（双葉社・小学館・KADOKAWA・日本文芸社）『漫画原作者・狩撫麻礼 1979-2018 <<そうだ、起ち上がれ!! GET UP,STAND UP!!>>』に収録。

### 書籍
- 『アウトサイダー』エンターブレイン〈ビームコミックス〉、2007年6月25日発売[35]、ISBN 978-4-7577-3580-4
  - 『The Outsider 田辺剛 Extra Works』KADOKAWA〈ビームコミックス〉、2016年10月24日発売[36]、ISBN 978-4-04-734362-7 - 新編集版[37]。「ポンヌフ橋の放浪芸人」（原作：カリブsong）、未発表作「累 宗悦殺し 其ノ一」を初収録[37]。
- 『累』エンターブレイン〈ビームコミックス〉、全2巻 - 構成：武田裕明
  1. 2007年6月25日発売[38]、ISBN 978-4-7577-3579-8
  2. 2007年11月26日[39]、ISBN 978-4-7577-3791-4
- 『異形建築家阿修羅帖控 ゲニウス・ロキ』徳間書店〈RYU COMICS〉、2011年8月11日発売[40]、ISBN 978-4-19-950259-0
- 『Mr.NOBODY』徳間書店〈RYU COMICS〉、全3巻
  1. 2012年8月10日発売[40]、ISBN 978-4-19-950303-0
  2. 2013年1月12日発売[40]、ISBN 978-4-19-950321-4
  3. 2014年1月11日発売[40]、ISBN 978-4-19-950373-3
- 『サウダージ』KADOKAWA〈ビームコミックス〉、2015年2月25日発売[41]、ISBN 978-4-04-730239-6 - 原作：カリブsong[41]

#### ラヴクラフト傑作集
全てKADOKAWA〈ビームコミックス〉から。
- 『魔犬 ラヴクラフト傑作集』、2014年8月25日発売[42]、ISBN 978-4-04-729911-5、原作『魔犬』など
- 『異世界の色彩 ラヴクラフト傑作集』、2015年9月26日発売[24]、ISBN 978-4-04-730804-6、原作『宇宙からの色』など
- 『闇に這う者 ラヴクラフト傑作集』、2016年3月25日発売[34]、ISBN 978-4-04-730838-1、原作『闇をさまようもの』など
- 『狂気の山脈にて ラヴクラフト傑作集』、全4巻、原作『狂気の山脈にて』
  1. 2016年10月24日発売[27]、ISBN 978-4-04-728316-9
  2. 2017年1月25日発売[27]、ISBN 978-4-04-734440-2
  3. 2017年7月24日発売[27] [注釈 3]、ISBN 978-4-04-734730-4
  4. 2017年12月11日発売[27]、ISBN 978-4-04-734934-6
- 『時を超える影 ラヴクラフト傑作集』、全2巻、原作『時間からの影』
  1. 2018年8月9日発売[28]、ISBN 978-4-04-735288-9
  2. 2019年1月12日発売[28]、ISBN 978-4-04-735483-8
- 『クトゥルフの呼び声 ラヴクラフト傑作集』、2019年12月20日発売[44]、ISBN 978-4-04-735853-9、原作『クトゥルフの呼び声』
- 『インスマスの影 ラヴクラフト傑作集』、全2巻、原作『インスマウスの影』
  1. 2021年5月12日発売[45]、ISBN 978-4-04-736660-2
  2. 2021年5月12日発売[46]、ISBN 978-4-04-736661-9
- 『ダニッチの怪 ラヴクラフト傑作集』、全3巻、原作『ダンウィッチの怪』
  1. 2023年3月10日発売[47]、ISBN 978-4-04-737400-3
  2. 2023年3月10日発売[48]、ISBN 978-4-04-737401-0
  3. 2023年5月12日発売[49]、ISBN 978-4-04-737529-1
- 『ウルタールの猫 ラヴクラフト傑作集』[注釈 4]、2024年5月11日発売[50]、ISBN 978-4-04-737907-7、原作『ウルタールの猫』など
- 『名状しがたいもの ラヴクラフト傑作集』、2025年2月12日発売[51][52]、ISBN 978-4-04-738276-3

### イラスト

#### 雑誌掲載
- 『ユリイカ』2007年11月臨時増刊号 総特集 荒木飛呂彦-鋼鉄の魂は走りつづける（2007年、青土社） - イラスト・メッセージ寄稿[53]

#### カバーイラスト
- 『ユリイカ』2018年2月号 特集=クトゥルー神話の世界（2018年、青土社）
- 小松左京“21世紀”セレクション
  1. 見知らぬ明日 / アメリカの壁【グローバル化・混迷する世界】編（2021年、徳間書店）[54]
  2. 闇の中の子供 / ゴルディアスの結び目【分断と社会規範・心理の変化】編（2022年、徳間書店）[55]
  3. 継ぐのは誰か？ / ヴォミーサ【技術革新～さらに彼方の明日】編（2022年、徳間書店）[56]
- 山田正紀・超絶ミステリコレクション#7 神曲法廷（2023年、徳間書店）[57]
- 米露開戦 上（2023年、徳間書店）[58]
- 米露開戦 下（2023年、徳間書店）[59]

### その他
- 混沌のクトゥルフ展〜ラヴクラフト生誕130周年記念〜（展示イベント、2020年）[60]